# 文斯托夫
文斯托夫（德語：Wunstorf，發音：[ˈvʊnsˌtɔʁf] ⓘ）是德国下萨克森州汉诺威地区的城市，面积125.74平方千米，2023年12月31日人口为41,666人。

## 友好城市
文斯托夫与以下城市结为友好城市：
- 法國 弗莱尔
- 德国 沃尔米施泰特